# 265
265 (CCLXV) var ett normalår som började en söndag i den julianska kalendern.

## Händelser

### Okänt datum
- Gallienus slår tillbaka den gotiska invasionen på Balkan.
- Gallienus general Victorinus hoppar av och övergår till Postumus.
- Gallienus ger order att befästa Milano och Verona.
- Wei Yuandi abdikerar, vilket innebär slutet för det kinesiska kungariket Wei.
- Jin Wudi blir härskare över en del av Kina, vilket inleder Jindynastin.

## Avlidna
- Hua-To, kinesisk läkare och allvetare
- Dionysios, biskop av Alexandria